# Konur Skelfa
Konur Skelfa är den isländska musikgruppen Skárren Ekkerts (idag Ske) tredje musikalbum. Albumet släpptes år 1996 på skivbolaget Alheimsleikhúsið.

## Låtlista
1. Ljósin koma upp
2. Tískusýning
3. Það gerist aldrei neitt
4. María
5. Skór
6. Ljóð eru til alls vís
7. Galeiðan
8. Cosmopolitan
9. Allt að liðast í sundur
10. Konur skelfa
11. Skemmtanalífið
12. Rák á himninum
13. Við erum ein eftir